# مارتینیوس ولتمن
مارتینوس جاستینوس گادفریدوس ولتمن (به هلندی: Martinus Justinus Godefriedus Veltman) (زادهٔ ۲۷ ژوئن ۱۹۳۱ – ۴ ژانویه ۲۰۲۱) فیزیک‌دان اهل هلند که در رشته فیزیک نظری فعالیت می‌کرد. وی در سال ۱۹۹۹ به همراه دانشجوی سابقش گراردوس توفت، جایزه نوبل فیزیک را از آن خود کردند. آن‌ها این جایزه را برای کاری که در زمینهٔ نظریهٔ ذرات انجام دادند برنده شدند.

## زندگی‌نامه
ولتمن در ۲۷ ژوئن ۱۹۳۱ در وال‌ویک، هلند به دنیا آمد. او در سال ۱۹۴۸ در رشتهٔ ریاضی و فیزیک وارد دانشگاه اوترخت شد، در سال ۱۹۶۳ مدرک دکتری خود را در شاخهٔ فیزیک نظری دریافت کرد. در میان سال‌های ۱۹۶۳ تا ۱۹۶۴ در آزمایشگاه ملی شتاب‌دهنده اسلاک بر روی برنامهٔ رایانه‌ای شخونشیپ (به هلندی: Schoonschip) به معنی کشتی پاک کار می‌کرد، برنامه‌ای که می‌توان گفت از نخستین سامانه‌های جبر محاسباتی است. پس از آن ولتمن در سال ۱۹۶۶ به عنوان استاد در دانشگاه اوترخت پذیرفته شد.
ولتمن در سال ۱۹۸۱ در حالی که بسیار دلزده شده بود، دانشگاه اوترخت را ترک کرد و به دانشگاه میشیگان رفت. او معتقد بود که بیشتر کارهای مقدماتی و همین‌طور برنامهٔ رایانه‌ای پایان‌نامهٔ دانشجوی خود گراردوس توفت را خود انجام داده‌است ولی بیشتر اعتبار کار به دانشجویش رسیده‌است.
سرانجام در سال ۱۹۹۹ جایزهٔ نوبل فیزیک به او و توفت با هم رسید و آن‌ها باهم برای جشن جایزهٔ نوبل به دانشگاه اوترخت رفتند. آن‌ها این جایزه را برای «روشن‌سازی ساختار کوانتومی نیروی کهربایی-ضعیف در فیزیک» بدست آوردند. نیروی کهربایی ضعیف حالت یکپارچه شدهٔ دو نیروی بنیادی الکترومغناطیس و هسته‌ای ضعیف است.
هم‌اکنون ولتمن بازنشسته شده‌است و تنها به عنوان استاد افتخاری دانشگاه میشیگان فعالیت می‌کند. ولتمن ۹۴۹۲ نام سیارکی است که برای بزرگداشت او چنین نام‌گذاری شده‌است.
در سال ۲۰۰۳ ولتمن کتابی دربارهٔ فیزیک ذرات برای خوانندهٔ عام منتشر کرد با عنوان «حقایق و رازها در فیزیک مقدماتی ذرات»

## یادداشت و منبع
- مشارکت‌کنندگان ویکی‌پدیا. «Martinus J. G. Veltman». در دانشنامهٔ ویکی‌پدیای انگلیسی، بازبینی‌شده در ۱۹ اکتبر ۲۰۱۱.

1. ↑  «Martinus J. G. Veltman». بایگانی‌شده از اصلی در ۱۲ اکتبر ۲۰۰۴. دریافت‌شده در ۱۹ اکتبر ۲۰۱۱.
2. ↑  The Nobel Prize in Physics 1999
3. ↑  Facts and Mysteries in Elementary Particle Physics